# スティーヴン・ルーサー
スティーヴン・ルーサー（Steven Daniel Reuther 1951年11月2日 - 2010年6月5日）は、アメリカ合衆国・フロリダ州セントピーターズバーグ出身の映画プロデューサー。

## 人物
アーノン・ミルチャンと共に多くの映画製作を行い、ほとんどの作品で製作総指揮として名を連ねた。晩年はマイケル・ダグラスとコンビを組んだ。女優ヘレン・シェイヴァーの2番目の夫だった。
2010年6月5日、癌のため死去。58歳。

## 主な作品
- ナインハーフ 9 1/2 Weeks (1985) アソシエイト・プロデューサー
- ダーティ・ダンシング Dirty Dancing (1987) 製作総指揮
- チャイナ・ガール China Girl (1987) 製作総指揮
- 可愛い悪女 And God Created Woman (1988) 劇場未公開、製作総指揮
- プリティ・ウーマン Pretty Woman (1990) 製作
- ハートに火をつけて Catchfire (1990) 製作総指揮
- 真実の瞬間 Guilty by Suspicion (1991) 製作総指揮
- マンボ・キングス/わが心のマリア The Mambo Kings (1992) 製作総指揮
- パワー・オブ・ワン The Power of One (1992) 製作総指揮
- 沈黙の戦艦 Under Siege (1992) 製作
- 恋に焦がれて That Night (1992) 製作
- ジャック・サマースビー Sommersby (1993) 製作
- メイド・イン・アメリカ Made in America (1993) 共同製作総指揮
- スリー・リバーズ Striking Distance (1993) 製作総指揮
- 依頼人 The Client (1994) 製作
- ボーイズ・オン・ザ・サイド Boys on the Side (1995) 製作
- ゴースト&ダークネス The Ghost and the Darkness (1996) 製作総指揮
- フェイス/オフ Face/Off (1997) 製作総指揮
- レインメーカー The Rainmaker (1997) 製作
- ヘッド・ロック GO! GO! アメリカン・プロレス Ready to Rumble (2000) 劇場未公開、製作総指揮
- リプレイスメント The Replacements (2000) 製作総指揮
- ペイ・フォワード 可能の王国 Pay It Forward (2000) 製作
- プルーフ・オブ・ライフ Proof of Life (2000) 製作総指揮
- スウィート・ノベンバー Sweet November (2001) 製作
- ロック・スター Rock Star (2001) 製作総指揮
- コラテラル・ダメージ Collateral Damage (2002) 製作
- チアガール VS テキサスコップ Man of the House (2005) 劇場未公開、製作総指揮
- 男と女の不都合な真実 The Ugly Truth (2009) 製作